# Macit Sonkan
Macit Sonkan (Smirne, 1953) è un attore turco.

## Biografia
Nato nel 1953 e cresciuto nel quartiere Yazıbaşı, nel distretto di Torbalı, in provincia di Smirne, Macit Sonkan si è diplomato in recitazione teatrale di belle arti. Nel 1978 ha iniziato la sua carriera artistica presso la direzione generale dei teatri statali e successivamente ha iniziato a recitare anche in film e in serie televisive. Concentrandosi sul teatro per bambini, ha preso parte anche a spettacoli rappresentati all'estero e ha vinto premi in diverse commedie nel campo teatrale. Ha riscosso successo per le sue interpretazioni in film come Cuore di vetro (Camdan Kalp) e Deli Yürek: Bumerang Cehennemi, e in serie televisive come Dost Eller, Sessiz Fırtına, Aşk Bir Hayal, Alev Alev, Aşktan Kaçılmaz, Deli Gönül, Nefes Nefese e Hercai - Amore e vendetta (Hercai).

## Filmografia

### Cinema
- Cuore di vetro (Camdan Kalp), regia di Fehmi Yaşar (1990)
- Acı Ve Tatlı Günler, regia di Arif Erkuş (1996)
- İnsan Kurdu, regia di Fatih Arslan (1997)
- Abuzer Kadayıf, regia di Tunç Başaran (2000)
- Deli Yürek: Bumerang Cehennemi, regia di Osman Sınav (2001)
- Dilberin Sekiz Günü, regia di Cemal Şan (2008)
- Avanak Kuzenler, regia di Oğuzhan Tercan (2008)
- Güneşi Gördüm, regia di Mahsun Kırmızıgül (2009)
- Melekler ve Kumarbazlar, regia di Ertekin Akpınar (2009)
- Karaoglan, regia di Kudret Sabancı (2013)
- Sürgün, regia di Erol Özlevi (2013)
- İyi Biri, regia di Ayhan Sonyürek (2014)
- Defne'nin Bir Mevsimi, regia di Mehmet Öztürk (2016)

### Televisione
- Dost Eller – serie TV (1982)
- Ateşten Günler – serie TV (1987)
- Süper Baba – serie TV (1993)
- Çiçek Taksi – serie TV (1995)
- Gurbetçiler – serie TV (1996)
- Köşe Kapmaca – serie TV (1996)
- Tersine Akan Nehir – serie TV (1996)
- Yasemince – serie TV (1997)
- Deli Yürek – serie TV (1999)
- Artık Çok Geç – serie TV (2000)
- Hayalet – serie TV (2004)
- Aşkımızda Ölüm Var – serie TV, 4 episodi (2004)
- Kırık Zar, regia di Yücel Yolcu – film TV (2004)
- Çalınan Ceset, regia di Andaç Haznedaroğlu – film TV (2004)
- Bir Aşk Hikayesi, regia di Andaç Haznedaroğlu – film TV (2004)
- Alanya Almanya – serie TV (2005)
- Ezo Gelin – serie TV, 1 episodio (2006)
- Hasret – serie TV, 2 episodi (2006)
- Dede Korkut Hikayeleri – serie TV (2007)
- Sessiz Fırtına – serie TV (2007-2008)
- Aşk Bir Hayal – serie TV, 70 episodi (2009-2010)
- Alev Alev – serie TV, 16 episodi (2012)
- Aşktan Kaçılmaz – serie TV, 11 episodi (2014)
- Deli Gönül – serie TV, 10 episodi (2017)
- Nefes Nefese – serie TV, 10 episodi (2018)
- Hercai - Amore e vendetta (Hercai) – serie TV, 69 episodi (2019-2021)
- Çukur – serie TV, 1 episodio (2021)

## Teatro

### Attore
- Töre
- Kısmet di Erhan Gökgücü, presso il teatro statale di Bursa (1986)
- Köprüden Görünüş di Arthur Miller, presso il teatro statale di Smirne (1989)
- Resimli Osmanlı Tarihi di Turgut Özakman, presso il teatro statale di Smirne (1994)
- Kısasa Kısas di William Shakespeare, presso il teatro statale di Istanbul (1998)
- Kamyon di Memet Baydur, presso il teatro statale di Istanbul (1999)
- Caligula di Albert Camus, presso il teatro statale di Istanbul (2001)
- Ayaktakımı Arasında di Maksim Gorki, presso il teatro statale di Istanbul (2003)
- Töre di Turgut Özakman, presso il teatro statale di Istanbul (2009)
- Aşkımız Aksaray'ın En Büyük Yangını di Güngör Dilmen, presso il teatro statale di Istanbul (2012)

### Regista
- Ketçaplı Spagetti Rainer Hachfeld, presso il teatro statale di Istanbul (2000)

## Doppiatori italiani
Nelle versioni in italiano dei suoi film e delle sue serie TV, Macit Sonkan è stato doppiato da:
- Pierluigi Astore[14] in Hercai - Amore e vendetta[15]